# 楕円擬素数
数学、特に数論において、(E,P)に対する楕円擬素数とは、
- Eは{\textstyle \mathbb {Q} ({\sqrt {-d}})}のorderによる複素数乗算を伴う有理数体{\textstyle \mathbb {Q} }上で定義された楕円曲線{\displaystyle y^{2}=x^{3}+ax+b}である。ただし、a,bは整数。
- PはE上の点であって、{\textstyle (n+1)P\equiv 0\mod n} ならばルジャンドル記号{\textstyle \left({\frac {-d}{n}}\right)=-1} を満たす。

の2条件を満たすような擬素数である。
大きいXに対して、Xより小さい楕円擬素数の数は次の式によって、上から抑えられる。
{\displaystyle {\dfrac {X}{e^{\frac {\log X\log \log \log X}{3\log \log X}}}}.}